# 金斯維爾 (加利福尼亞州)
金斯維爾（英語：Kingsville）是位於美國加利福尼亞州埃爾多拉多縣的一個非建制地區。該地的面積和人口皆未知。

## 地理
金斯維爾的座標為38°40′36″N 120°52′33″W / 38.67667°N 120.87583°W，而該地的平均海拔高度為467米（即1532英尺）。